# Протонный суперсинхротрон
Протонный суперсинхротрон (Super Proton Synchrotron, SPS, Супер-протонный синхротрон) — кольцевой ускоритель частиц ЦЕРН с длиной кольца 6.9 км. Первоначально рассчитанный на 300 ГэВ, SPS был реально сконструирован на энергию 400 ГэВ. Официальной датой вывода на полную энергию считается 17 июня 1976 года. Однако к тому моменту эту энергию уже удалось превзойти ускорителю из Фермилаба, достигшему 14 мая того же года энергии 500 ГэВ.
SPS был разработан командой, возглавляемой Джоном Адамсом.
SPS использовался для ускорения протонов, антипротонов, электронов и позитронов (в качестве инжектора электрон-позитронного коллайдера LEP), а также тяжёлых ионов.
Наиболее значимой была его работа в качестве протон-антипротонного коллайдера с 1981 по 1984 год (в этом статусе он назывался {\displaystyle Sp{\bar {p}}S}), когда пучки SPS производили данные для экспериментов UA1 и UA2. В результате этих экспериментов были обнаружены W- и Z-бозоны. За это открытие, а также за реализацию метода стохастического охлаждения в 1984 году Карло Руббиа и Симон ван дер Мер получили Нобелевскую премию по физике.
SPS послужил идеальной тестовой площадкой для новых концепций в ускорительной физике.
В 1999 году он использовался для изучения эффектов, связанных с образованием электронных облаков в вакуумной камере с циркулирующим высокоэнергетичным протонным пучком. В 2003 году SPS был первым ускорителем, где прямым способом были измерены члены «Hamiltonian resonance driving terms». В 2004 году были проведены эксперименты по подавлению вредных эффектов столкновения пучков (т. н. «эффекты встречи») (как и в LHC).
В настоящее время SPS используется в качестве заключительного предускорителя протонных пучков для Большого адронного коллайдера, работающего с 10 сентября 2008 года. В этой роли SPS разгоняет протоны от энергии 26 ГэВ до 450 ГэВ. Будучи предускорителем БАК, SPS в то же время позволяет вести и другие научные программы, в которых он используется как источник протонов с энергией 400 ГэВ. Среди них — эксперименты с фиксированной мишенью: COMPASS, NA48, NA61/SHINE и другие. SPS также используется в эксперименте OPERA как источник потока нейтрино, детектируемых в итальянской лаборатории Gran Sasso, расположенной на расстоянии в 730 км от ЦЕРН.

## Усовершенствованный SPS: Super-SPS
Предполагается, что к 2015 году Большому адронному коллайдеру предстоит усовершенствование — значительное увеличение светимости.
Это потребует усовершенствования и цепочки предускорителей, включая SPS. От SPS потребуется, в первую очередь, увеличение энергии пучка до 1 ТэВ.